# 3808 Tempel
3808 Tempel је астероид главног астероидног појаса чија средња удаљеност од Сунца износи 2,306 астрономских јединица (АЈ).
Апсолутна магнитуда астероида је 14,4. Добио је име по чувеном немачком астроному Вилхелму Темпелу.